# 九龙镇 (广州市)
九龙镇是中国广东省广州市黄埔区下辖的一个镇，2006年4月12日成立，2019年4月18日撤销。辖区总面积175.56平方公里。总人口11万人，户籍人口7.2万人。
2005年8月，根据广州市行政区划调整，原白云区鐘落潭镇九佛片（原九佛鎮全境）和原增城市中新镇镇龙片（原鎮龍鎮全境）合并为九佛镇龙片区，归广州市萝岗区管辖。2006年4月12日，广州市萝岗区九龙镇人民政府正式挂牌。2014年2月，根据广州市行政区划调整，撤销广州市萝岗区，归黄埔区管辖。2015年9月9日，广州市黄埔区九龙镇人民政府正式挂牌。
2019年4月18日，原九龙镇分拆为九佛街道，龙湖街道和新龙镇，九佛街道和龙湖街道于4月18日挂牌成立，新龙镇于5月30号挂牌成立。
九龙镇是广州市重点规划地区，中新廣州知識城設於鎮內。

## 行政区划
九龙镇下辖3个社区、28个村：
- 社区：九佛社区、穗北社区、镇龙社区；
- 村：凤尾村、红卫村、蟹庄村、枫下村、莲塘村、重岗村、燕塘村、山龙村、黄田村、长庚村、棠下村、迳下村、埔心村、佛朗村、迳头村、九楼村、洋田村、旺村、镇龙村、大坦村、新田村、汤村、均和村、金坑村、福山村、福洞村、大涵村、麦村。

## 中国传统村落
2013年8月，莲塘村被评为第二批中国传统村落。